# Vladimír Kobranov
Vladimír Kobranov (4. října 1927 Černošice – 25. října 2015 Švýcarsko) byl český a československý hokejový útočník, později obránce, který byl komunistickým režimem odsouzen v rámci vykonstruovaného procesu. Reprezentoval Československo na ZOH 1948 a na MS 1949, na kterém získal současně světový a evropský titul.

## Kariéra
Hokej začal hrát v rodných Černošicích a v místním týmu začal brzy ukazovat svůj talent. „Byl rychlý a technicky vybavený. Toho si v dorostu všiml bývalý reprezentant a v té době trenér Jiří Tožička,“ napsal sportovní historik Miloslav Jenšík. Po válce přestoupil do I. ČLTK Praha, kde získal v sezóně 1949/1950 mistrovský titul. Startoval také na Zimních olympijských hrách 1948, odkud si přivezl stříbrnou medaili. Po zákazu startu na MS 1950 v Londýně následovalo setkání hráčů v pražské Zlaté hospůdce, kterého se nezúčastnil. Poté již přišlo uvěznění 11 hráčů a tresty v soudnímu procesu.
Kobranov byl potrestán trestem na 10 let nepodmíněně. Po amnestii v únoru 1955 a po přechodném zákazu startu v obou nejvyšších soutěžích působil jako hráč Dynama Pardubice a Tesly Pardubice, reprezentační dres už neoblékl. Po skončení hráčské kariéry zůstal u hokeje a přešel na post trenéra, tři sezony působil v tehdejším Gottwaldově. Po rehabilitaci, která přišla v roce 1968, získal angažmá v Curychu. Jeho rodina se usadila v Regensdorfu u Curychu, kde žil až do své smrti.
V reprezentaci odehrál 29 zápasů, ve kterých vstřelil 18 gólů.
Zemřel ve Švýcarsku dne 25. října 2015.

## Ocenění
- Nejlepší střelec československé hokejové ligy – v letech 1946 a 1948
- Od roku 2009 člen Síně slávy českého hokeje.

V Praze je po něm pojmenována ulice.